# Michael Jackels
Michael Owen Jackels, né le 13 avril 1954 à Rapid City dans le Dakota du Sud, est un évêque catholique américain, actuel archevêque de Dubuque.

## Formation
Michael Jackels naît à Rapid City. Il déménage fréquemment dans sa jeunesse, au gré des affectations de son père militaire, du Wyoming, en Espagne et en Californie avant que la famille ne s'installe au Nebraska où il termine ses études secondaires. Jeune homme, il est attiré par le bouddhisme et abandonne la pratique catholique ; mais lorsqu'un ami protestant lui offre à lire le Nouveau Testament, il retourne à la foi de son enfance. Il est étudiant à l'université de Nebraska-Lincoln, puis il entre en 1975 au St. Pius X Seminary dont il obtient un Bachelor of Arts en philosophie en 1977. En 1981, il termine son Master of Arts en théologie au séminaire de Mt. Saint Mary's dans le Maryland.

## Prêtre
Michael Jackels est ordonné prêtre pour le diocese of Lincoln  par Mgr Glennon Flavin en 1981. Il est d'abord vicaire à la cathédrale du Christ-Ressuscité, tout en enseignant à la St. Pius X High School de Lincoln. De 1982 à 1985, Michael Jackels est vicaire à la paroisse Saint-Thomas-d'Aquin du campus de l'université du Nebraska en continuant son enseignement à la ST. Pius X High School, en même temps, il est vice-directeur des vocations pour le diocèse.
En 1985, l'abbé Jackels part pour Rome entamer ses études à l'Angelicum et obtient un doctorat en sacrée théologie en 1989, sa thèse portant sur l'étude de sainte Catherine de Sienne. Ensuite, il retourne à Lincoln où pendant huit ans il est directeur diocésain de l'éducation religieuse, maître de cérémonies et co-vicaire pour les religieux, tout en étant aumônier des Sœurs enseignantes du Christ-Roi. En 1994, le pape Jean-Paul II le nomme au rang honorifique de prélat d'honneur de Sa Sainteté avec le titre de Monseigneur.
Mgr Jackels retourne à Rome en 1997  pour travailler à la Congrégation pour la doctrine de la foi sous la direction du cardinal Ratzinger, jusqu'en janvier 2005, lorsqu'il est nommé évêque de Wichita.

## Évêque
Il est consacré le 4 avril 2005 par Mgr Joseph Naumann de Kansas City en l'église de la Madeleine de Wichita, plus grande que la cathédrale.

### Évêque de Wichita
Mgr Jackels se joint aux trois autres évêques du Kansas pour approuver une lettre pastorale condamnant la manipulation des embryons humains pour la recherche. Il s'oppose au mariage de personnes de même sexe également, ainsi qu'à la peine de mort et au respect de la vie de la conception à la mort. Il écrit dans le journal diocésain Advance un article en faveur des lois sur l'immigration. Il approuve la réforme linguistique pour la messe en anglais, mieux traduite en juin 2006 à la conférence des évêques en séance à Los Angeles.
En dehors de la doctrine, il défend la promotion de l'enseignement catholique et aide à l'établissement du Drexel Fund, réunissant des fonds pour aider les écoles en difficulté dans le diocèse. Le diocèse a 48 séminaristes, ce qui en fait l'un des plus importants per capita aux États-Unis.

### Archevêque de Dubuque
Le 8 avril 2013, le pape François le nomme archevêque de Dubuque et il est installé par Mgr Carlo Maria Vigano, nonce apostolique à Washington, le 30 mai 2013 en l'église de la Nativité-de-Notre-Seigneur de Dubuque. Il consacre en septembre 2019 l'évêque de Des Moines, Mgr William Joensen.